# Карасай (Аккольський район)
Караса́й (каз. Қарасай) — село у складі Аккольського району Акмолинської області Казахстану. Входить до складу Карасайського сільського округу, раніше було центром та єдиним населеним пунктом ліквідованої Одеської сільської ради.
Населення — 199 осіб (2021; 497 у 2009, 861 у 1999, 1218 у 1989).
Національний склад станом на 1989 рік:
- росіяни — 35 %
- казахи — 24 %.

До 2009 року село називалося Степок.